# 江灣區
江湾区是上海浦西歷史上的一個市辖区。
区境东起黄浦江，南至五权路、虬江、翔殷路（今邯郸路）、水电路、西沿纪念路、岭南路、俞泾浦，北至西塘桥、鹅馋浦，东北抵黄浦江。面积70.88平方公里。南京國民政府成立前為宝山县江湾乡，民国17年(1928年)设置江湾区。1956年撤销江湾区，南部地划归榆林區、杨浦区，北部划归北郊区。